# 庇護集團
庇護集團（patron-client groups）一詞指政治理論中庇護人之間結成的同盟。通常庇護人是本地的強力人物，擁有財力與與政治勢力；他對他人施予恩惠，包括工作機會、貸款、住房、幫助建立工商業，為工商業提供保護，為大學入學者提供援助，諸如此類；作為對社區中其他人對他表示政治忠誠的回報，並成為其他人收益的組成部分。地方庇護人繼而成為國家領袖和國家性政黨的庇護者，接受他們施與的恩惠。